# Quai du Lieutenant Schmidt
Le Quai du lieutenant Schmidt (en russe : набережная Лейтенанта Шмидта) est une rue et un quai longeant la Grande Neva, au sud-est de l'Île Vassilievski, dans le centre de Saint-Pétersbourg.

## Nom
Anciennement connue sous le nom de Quai de la Grande Neva (набережная Большой Невы, náberežnaja Bol'šój Nevý) et Quai Nicolas Ier (Николаевская набер ежная, Nikoláevskaja náberežnaja), la rue doit son nom actuel (adopté par les Soviétiques en 1918), au lieutenant Schmidt, officier de la Marine impériale russe, mutinés lors de la révolte de la flotte à Sébastopol en 1905, parmi les chefs de la sédition, jugés pour cette raison, condamnés à mort puis exécutés par un peloton d'exécution en 1906.

## Lieux
- Le bâtiment (1800) du Corps des Cadets de la Marine.
- Le bâtiment néo-classique de l'Ecole des Mines de Saint-Pétersbourg.
- L'église orthodoxe de la Dormition-de-la-Mère-de-Dieu, de style néo-russe.
- Le brise-glace Krassine (1917) y est amarré et sert de navire-musée[4].
- Le sous marin soviétique S-189 (1954) y est amarré, exposé comme navire-musée[5].

## Galerie d'images

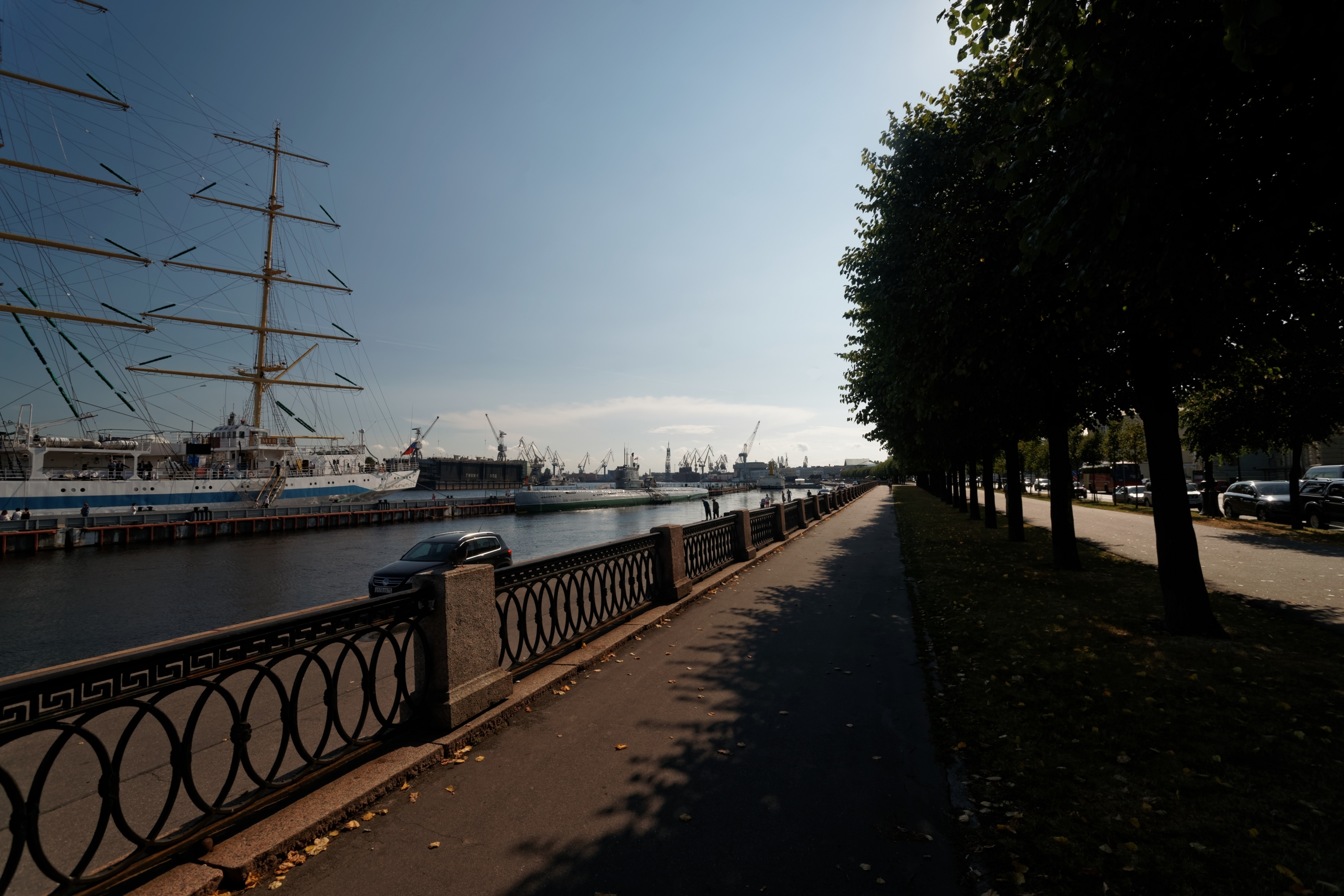
Quai du Lieutenant Schmidt
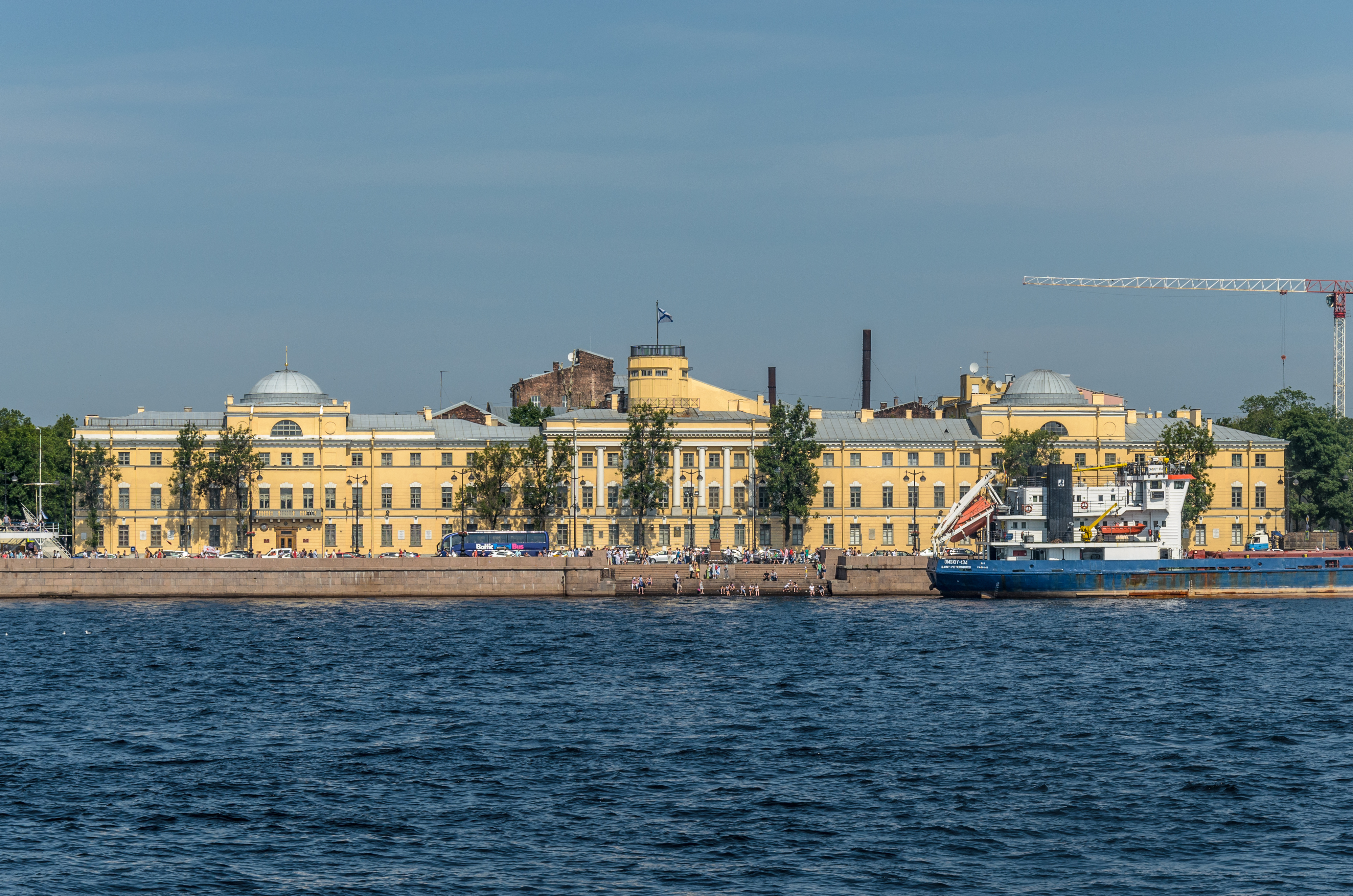
Institut naval militaire
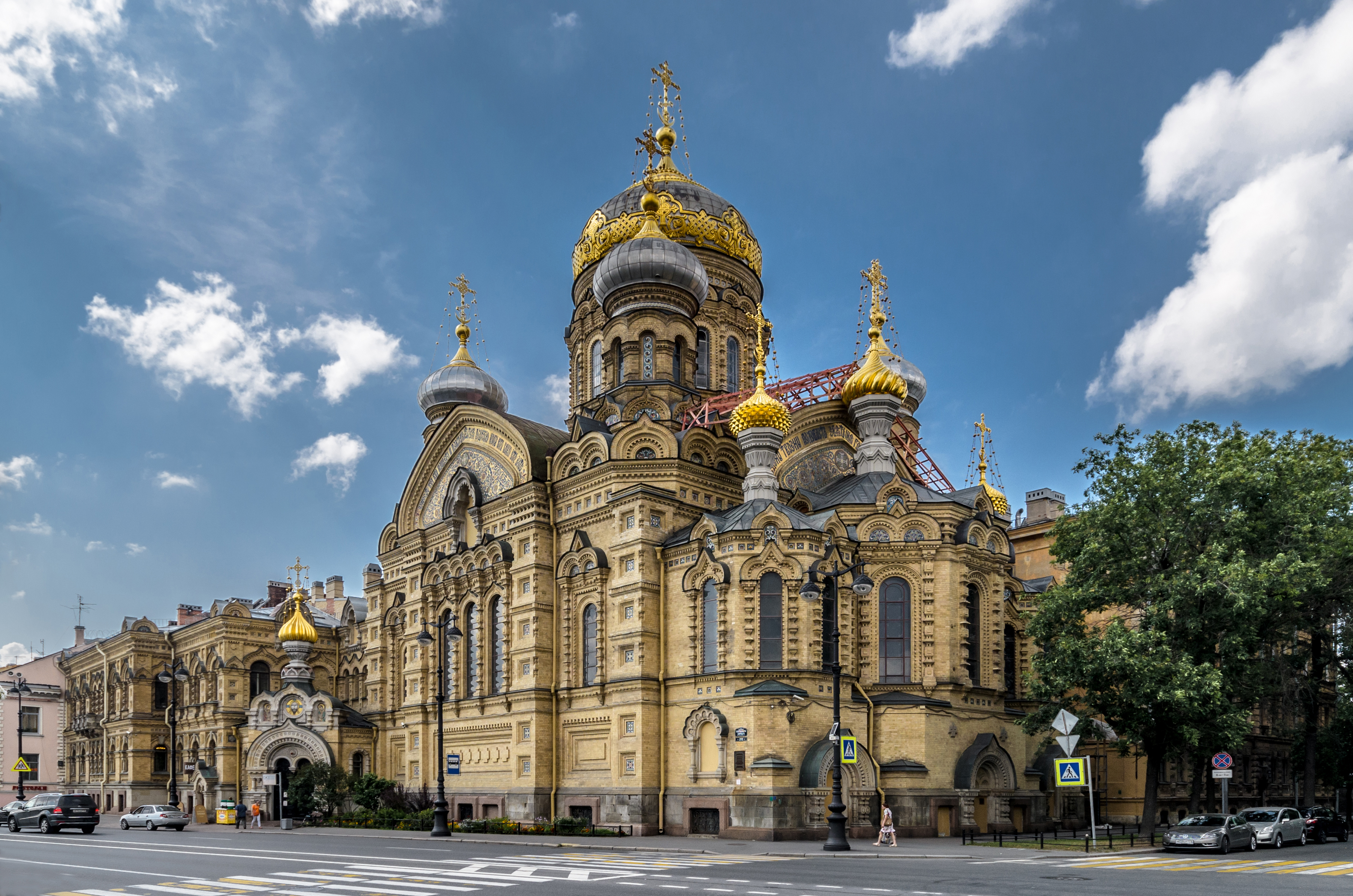
Église de la Dormition
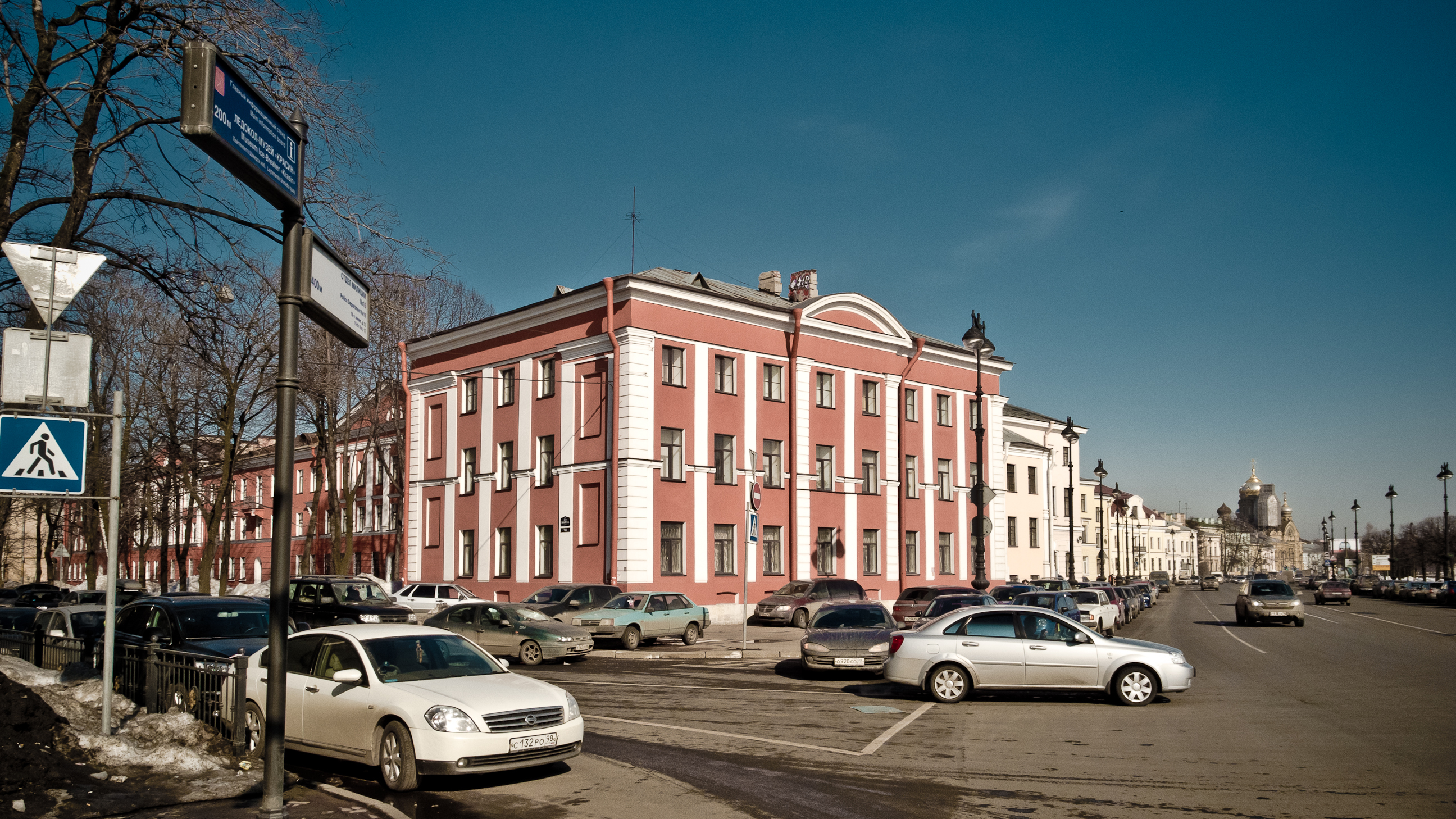
Caserne du régiment "Finlandia"
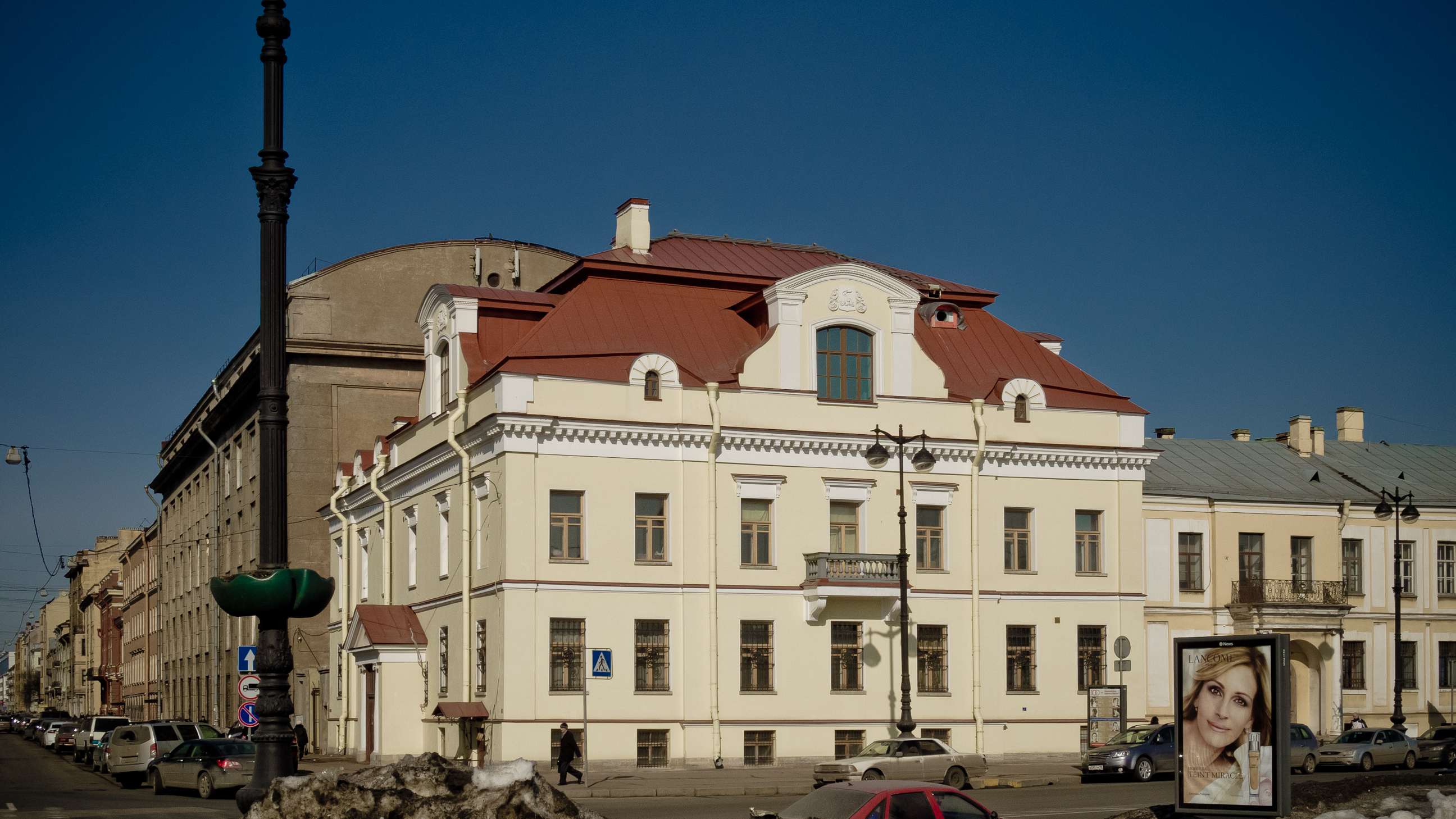
Institut et musée de la famille Roerich à Saint-Pétersbourg
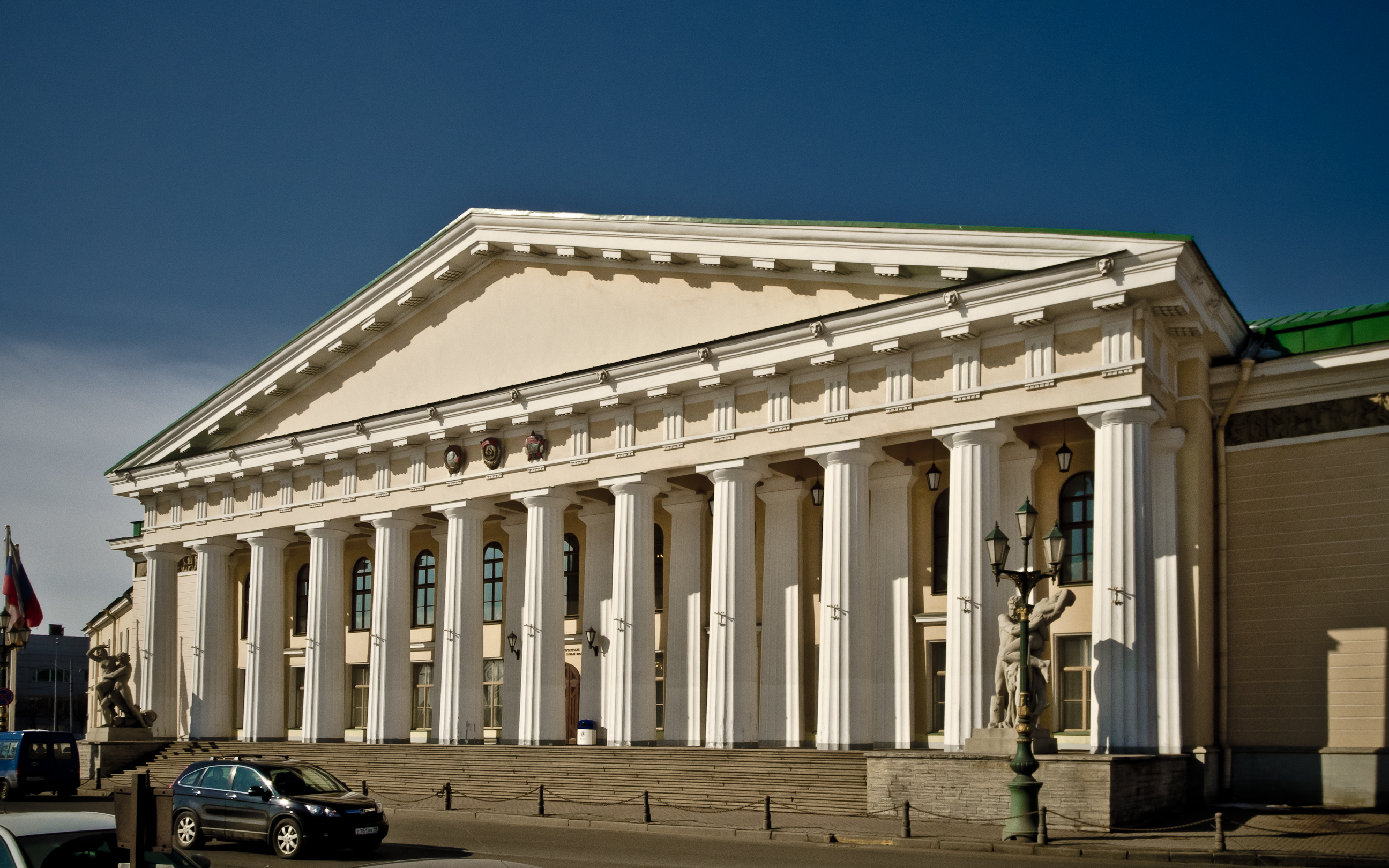
Institut des Mines de Saint-Pétersbourg

## Articles liés
- Piotr Schmidt
- Krassine (brise-glace)
- S-189 (sous-marin)
- Pont de l'Annonciation